# Neivamyia antunesi
Neivamyia antunesi är en tvåvingeart som beskrevs av Guilherme A.M.Lopes 1955. Neivamyia antunesi ingår i släktet Neivamyia och familjen husflugor.
Artens utbredningsområde är Colombia. Inga underarter finns listade i Catalogue of Life.